# Эрмитова форма
Эрмитова форма — естественный аналог понятия симметричной билинейной формы для комплексных векторных пространств. Для эрмитовых форм верны аналоги многих свойств симметрических форм: приведение к каноническому виду, понятие положительной определенности и критерий Сильвестра.

## Определение
Эрмитова форма — это полуторалинейная форма {\displaystyle f(x,y)} от двух векторов векторного пространства {\displaystyle V} над полем {\displaystyle \mathbb {C} } со значениями в этом поле, обладающая свойством симметричности :
{\displaystyle f(x,y)={\overline {f(y,x)}}\ \ \forall x,y\in V.}
Таким образом, полный набор условий, определяющих эрмитову форму, состоит в следующем:
- {\displaystyle f(x_{1}+x_{2},y)=f(x_{1},y)+f(x_{2},y)\ \ \forall x_{i},y\in V,}
- {\displaystyle f(\alpha x,y)=\alpha f(x,y)\ \ \forall x,y\in V,\ \alpha \in \mathbb {C} .}
- {\displaystyle f(x,y_{1}+y_{2})=f(x,y_{1})+f(x,y_{2})\ \ \forall x,y_{i}\in V,}
- {\displaystyle f(x,\alpha y)={\overline {\alpha }}f(x,y)\ \ \forall x,y\in V,\ \alpha \in \mathbb {C} ,}
- {\displaystyle f(x,y)={\overline {f(y,x)}}\ \ \forall x,y\in V.}

## Свойства
Из условия эрмитовой симметричности немедленно вытекает факт вещественности величины {\displaystyle f(x,x)}. При этом (вещественнозначная) функция {\displaystyle \phi (x)=f(x,x)} на комплексном векторном пространстве V называется квадратично-эрмитовой. Имеет место и обратный факт, который может быть сформулирован как критерий того, что полуторалинейная форма является эрмитовой:
| Теорема. Полуторалинейная форма {\displaystyle f(x,y)} является эрмитовой тогда и только тогда, когда связанная с ней функция {\displaystyle \phi (x)} принимает только вещественные значения. |

В случае выполнения дополнительного условия
{\displaystyle f(x,x)>0\ \ \ \forall x\neq 0}
эрмитова форма f(x,y) и квадратично-эрмитова функция {\displaystyle \phi (x)} называются положительно определёнными.